# Depeche Mode

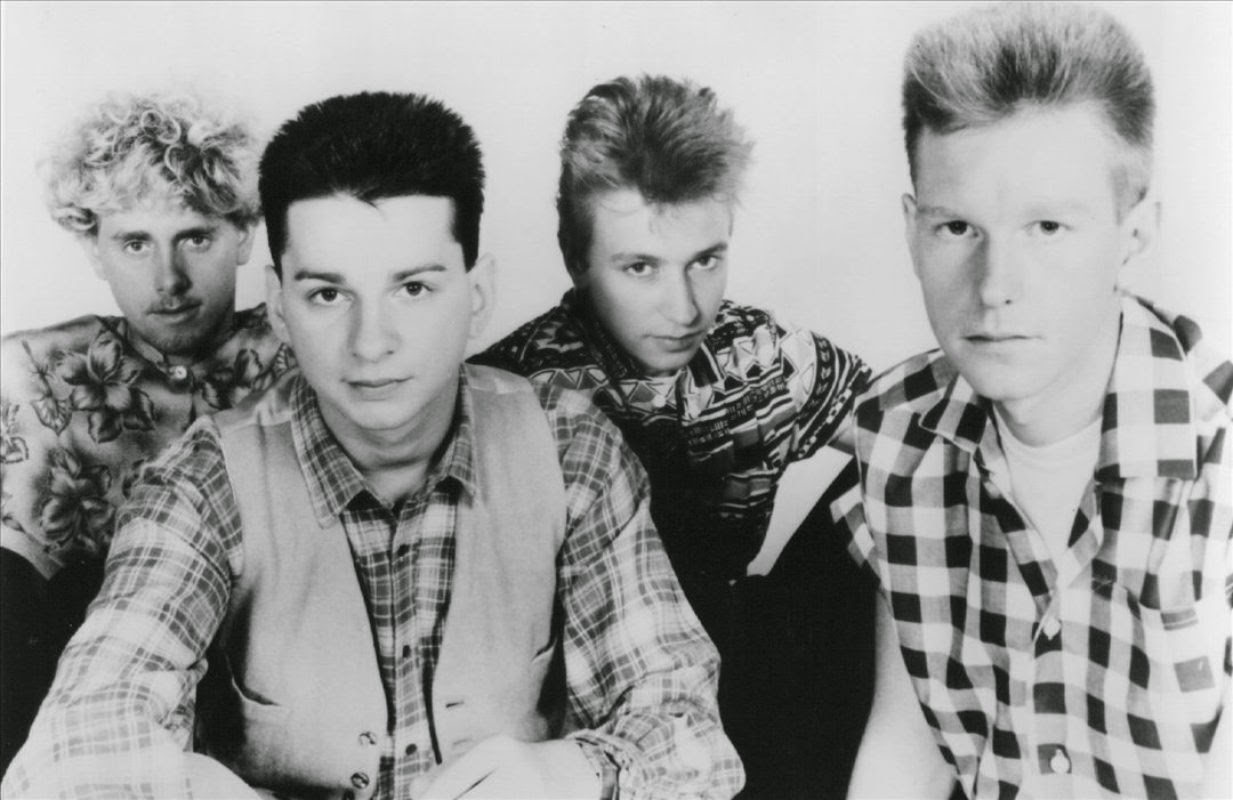
Depeche Mode 1982: Martin Gore, Dave Gahan, Alan Wilder, Andrew Fletcher

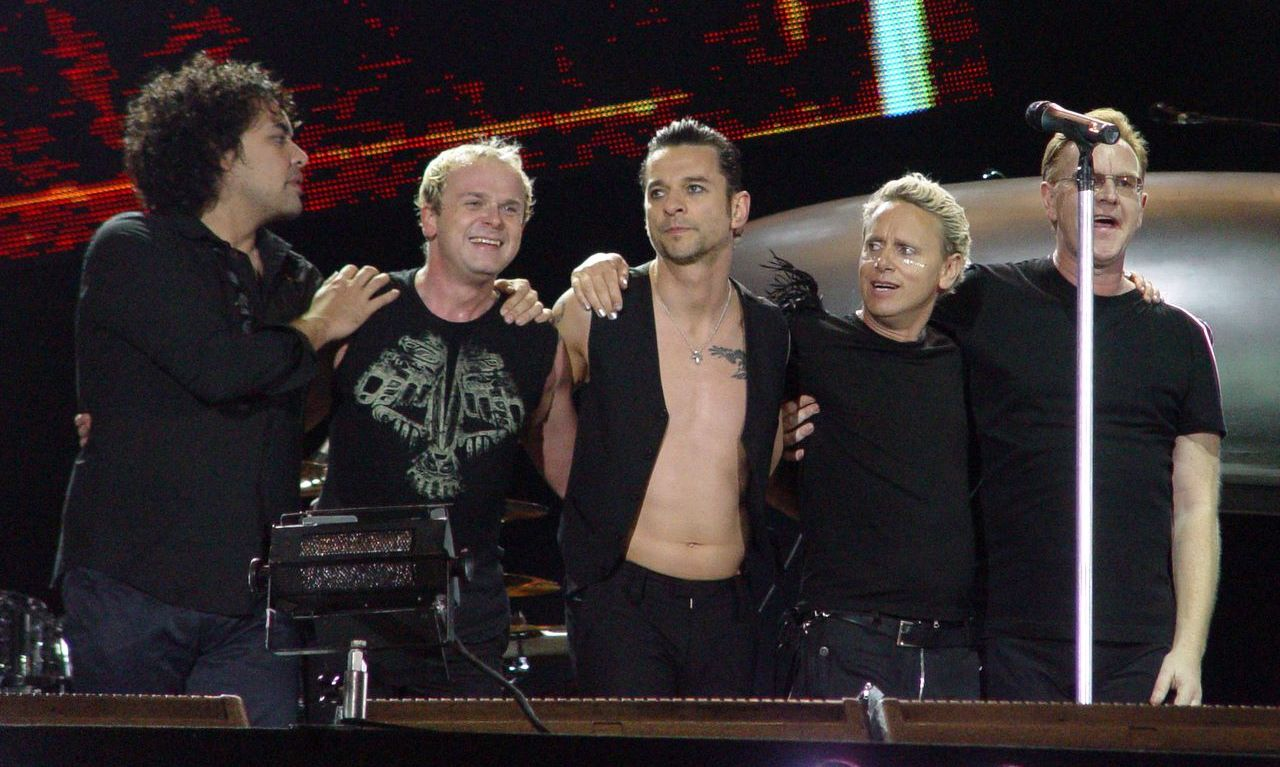
Depeche Mode i Hyde Park 2006

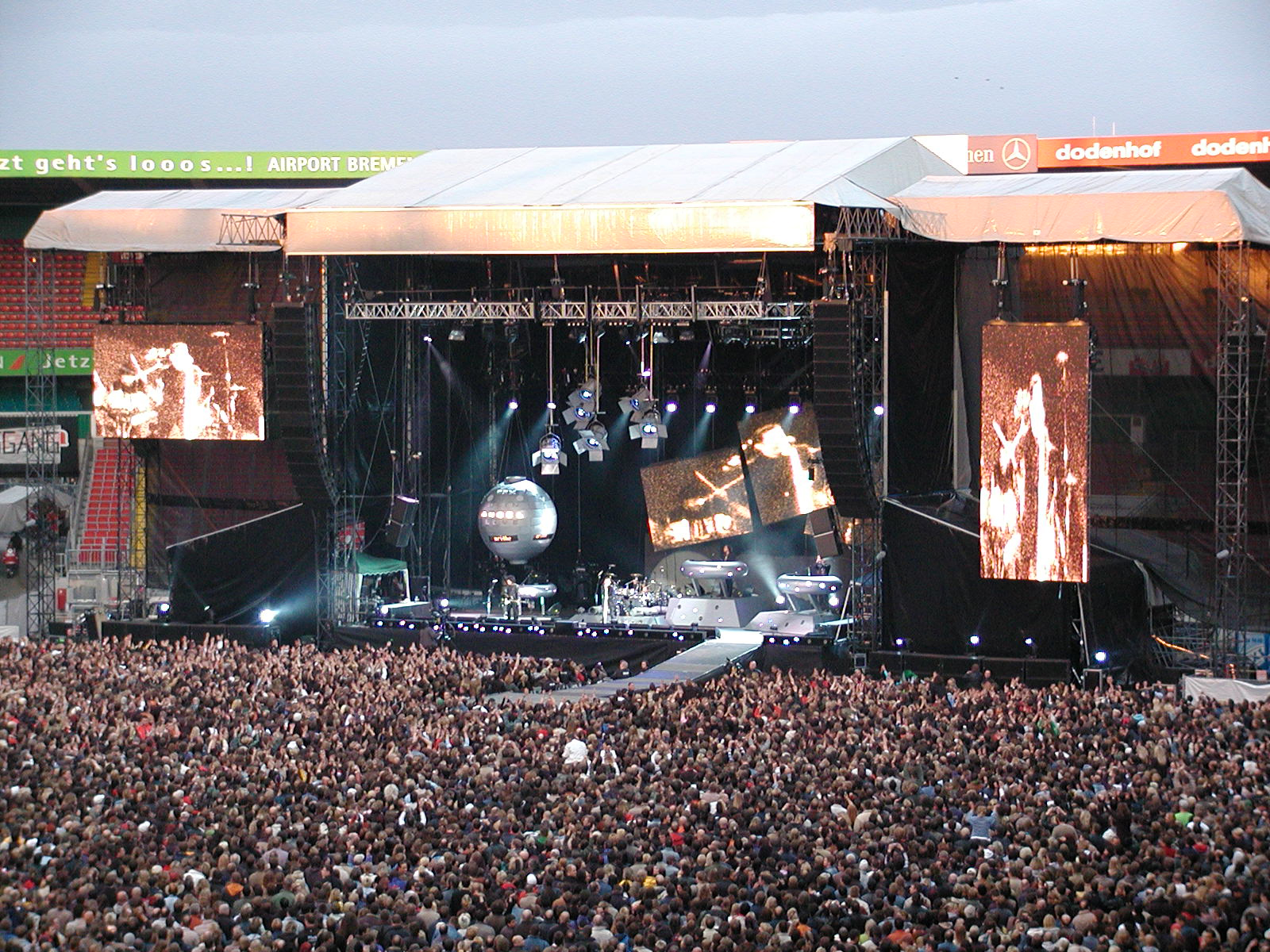
Depeche Mode i Bremen 2006.

Depeche Mode är ett brittiskt syntpopband bildat 1980 i Basildon, fem mil öster om London. Bandet består idag av David Gahan och Martin Gore.
Depeche Mode har sålt över 100 miljoner skivor världen över.

## Bakgrund
Bandet bestod ursprungligen av Vince Clarke, Andy Fletcher, Martin Gore och David Gahan. Clarke lämnade bandet efter det första albumet Speak & Spell för att bilda Yazoo och senare Erasure och ersattes 1982 av Alan Wilder. Från 1995 bestod Depeche Mode av Gahan, Gore och Fletcher.
Depeche Mode fick sitt genombrott 1981 med låten "Just Can't Get Enough" och har sedan dess haft över 40 topp 40-hits i Storbritannien och fler än 20 album på brittiska albumlistan, varav två som nått 1:a plats. Till deras mest framgångsrika låtar hör "People Are People" (1984), "Enjoy the Silence" (1990) och "Precious" (2005).
Den 20 mars 1982 spelade Depeche Mode för första gången i Sverige på Ritz i Stockholm, och medverkade samma år i Måndagsbörsen. Depeche Mode har vid flertal tillfällen besökt Sverige på sina världsturnéer, och har ofta samarbetat med regissören och fotografen Anton Corbijn, bland annat i produktionen av musikvideon "A Question Of Time" från albumet Black Celebration.
Den 3 juli 2009 spelade Depeche Mode på Arvikafestivalen, och satte nytt publikrekord. Sommaren 2013 var Depeche Mode bokade till Peace & Love festivalen, som däremot fick ställas in.  
I mars 2017 släppte gruppen sitt 14:e studioalbum, Spirit, producerat av James Ford. Medan albumet gick direkt in på brittiska albumlistans 5:e plats floppade samtliga av singelsläppen, som blev de första i gruppens karriär att inte ta sig in på brittiska singellistan.
År 2020 invaldes Depeche Mode i Rock and Roll Hall of Fame.
Den 26 maj 2022 avled bandmedlemmen och medgrundaren Andrew Fletcher, 60 år gammal.
Gahan och Gore fortsatte som duo, och i mars 2024 släpptes det 15:e studioalbumet, Memento Mori.  Den 23 maj 2024 spelade Depeche Mode på Friends Arena i Stockholm.

## Medlemmar

### Nuvarande medlemmar
- Dave Gahan - sång (1980–)
- Martin L. Gore - sång, gitarr, synthesizer (1980–)

### Tidigare medlemmar
- Vince Clarke - synthesizer (1980–1981)
- Andrew Fletcher - synthesizer (1980–2022)
- Alan Wilder - synthesizer, produktion, trummor (1982–1995)

## Diskografi

### Studioalbum
- Speak & Spell (1981)
- A Broken Frame (1982)
- Construction Time Again (1983)
- Some Great Reward (1984)
- Black Celebration (1986)
- Music for the Masses (1987)
- Violator (1990)
- Songs of Faith and Devotion (1993)
- Ultra (1997)
- Exciter (2001)
- Playing the Angel (2005)
- Sounds of the Universe (2009)
- Delta Machine (2013)
- Spirit (2017)
- Memento Mori (2023)

### Livealbum
- 101 (1989)
- Songs of Faith and Devotion Live (1993)

### Samlingsalbum
- People Are People (1984) – endast släppt i ett fåtal nordamerikanska länder samt Argentina och Japan
- The Singles 81→85 (1985)
- Catching Up with Depeche Mode (1985) – endast släppt i ett fåtal nordamerikanska länder
- Greatest Hits (1987) – endast släppt i Östtyskland
- X1 (1991) – box, endast släppt i Japan
- X2 (1991) – box, endast släppt i Japan
- The Singles 86>98 (1998)
- Remixes 81-04 (2004)
- The Best Of, Volume 1 (2006)
- Remixes 2: 81–11 (2011)

### Singlar
- "Dreaming of Me" (1981)
- "New Life" (1981)
- "Just Can't Get Enough" (1981)
- "See You" (1982)
- "The Meaning of Love" (1982)
- "Leave in Silence" (1982)
- "Get the Balance Right!" (1983)
- "Everything Counts" (1983)
- "Love, in Itself" (1983)
- "People Are People" (1984)
- "Master and Servant" (1984)
- "Blasphemous Rumours/Somebody" (1984)
- "Shake the Disease" (1985)
- "It's Called a Heart" (1985)
- "Stripped" (1986)
- "A Question of Lust" (1986)
- "A Question of Time" (1986)
- "Strangelove" (1987)
- "Never Let Me Down Again" (1987)
- "Behind the Wheel" (1987)
- "Little 15" (1988)
- "Strangelove '88" (1988) – endast släppt i USA
- "Everything Counts (Live)" (1989)
- "Personal Jesus" (1989)
- "Enjoy the Silence" (1990)
- "Policy of Truth" (1990)
- "World in My Eyes" (1990)
- "I Feel You" (1993)
- "Walking in My Shoes" (1993)
- "Condemnation" (1993)
- "In Your Room" (1994)
- "Barrel of a Gun" (1997)
- "It's No Good" (1997)
- "Home" (1997)
- "Useless" (1997)
- "Only When I Lose Myself" (1998)
- "Dream On" (2001)
- "I Feel Loved" (2001)
- "Freelove" (2001)
- "Goodnight Lovers" (2002)
- "Enjoy the Silence 04" (2004)
- "Precious" (2005)
- "A Pain That I'm Used To" (2005)
- "Suffer Well" (2006)
- "John the Revelator/Lilian" (2006)
- "Martyr" (2006)
- "Wrong" (2009)
- "Peace" (2009) – endast utgiven i Europa
- "Fragile Tension/Hole to Feed" (2009)
- "Personal Jesus 2011" (2011)
- "Heaven" (2013)
- "Soothe My Soul" (2013)
- "Should Be Higher" (2013)
- "Where's the Revolution" (2017)
- "Going Backwards" (2017)
- "Ghosts Again" (2023)
- "My Cosmos Is Mine" (2023)
- "Wagging Tongue" (2023)
- "Speak to Me" (2023)
- "My Favourite Stranger" (2023)
- "Before We Drown" (2024)
- "People Are Good" (2024)

### DVD/VHS
- The World We Live In and Live in Hamburg (1985)
- Some Great Videos (1985; återutgiven 1998 under namnet Some Great Videos 81>85)
- Strange (1988)
- 101 (1989)
- Strange Too (1990)
- Devotional (1993; återutgiven på DVD 2004)
- The Videos 86>98 (1998; återutgiven i en Deluxe Edition 2002 med en bonusdisk)
- One Night in Paris (2002)
- Touring the Angel: Live in Milan (2006)
- The Best of Depeche Mode Videos (2006)
- Tour of the Universe: Barcelona 20/21.11.09 (2010)